# Splendor (powieść)
Splendor (ros. Подвиг) – rosyjska powieść Vladimira Nabokova napisana w latach 1930–1932 w Berlinie. Powieść opowiada o życiu młodego mężczyzny, Martina Edelweiss, a jej głównym tematem jest piękno dokonanego przez niego całkowicie bezinteresownego i bezcelowego czynu bohaterskiego.

## Powstanie i publikacja powieści
- 4 maja 1930 r. w Berlinie w dzienniku "Rul" ukazał się wiersz Nabokova Uldaborg. Podtytuł wiersza głosił, że utwór jest przekładem z zoorlandzkiego. Mityczna kraina Zoorlandii pojawiła się później w powieści Splendor.
- Początek maja 1930 r. – Nabokov rozpoczął pracę nad powieścią. Przerwał ją na czas wyjazdu do Pragi w połowie miesiąca i podjął ponownie po powrocie do Berlina około 20 maja.
- Październik 1930 r. – ukończono pierwszą wersję powieści.
- 1931–1932 r. – Splendor ukazywał się w odcinkach w Paryżu w rosyjskim czasopiśmie "Sowriemiennyje zapiski" (nr XLV–XLVIII). Fragmenty powieści ukazywały się także w dwóch innych paryskich pismach emigracyjnych: "Poslednije nowosti" oraz "Rossija i sławianstwo", a także w lutowym numerze ryskiego czasopisma "Siegodnija".
- Listopad 1932 r. – Splendor ukazał się w Paryżu w formie książkowej.
- Grudzień 1971 r. – nowojorskie wydawnictwo McGraw-Hill International opublikowało angielski przekład powieści (pod tytułem Glory). Autorem przekładu był syn autora, Dmitri Nabokov. Pisarz współpracował przy tłumaczeniu.
- Marzec 1972 r. – za sprawą londyńskiego wydawnictwa Weidenfeld and Nicholson ukazało się pierwsze brytyjskie wydanie Splendoru[1]
- 2006 r. – wydawnictwo Muza SA opublikowało pierwsze polskie wydanie powieści. Autorką przekładu jest Anna Kołyszko. Tłumaczka opierała się na angielskiej wersji powieści.

## Tytuł
Początkowo powieść miała nosić tytuł Wopłoszczenije ("spełnienie", "realizacja"). Później Nabokov planował zatytułować ją Zołotoj wiek ("złoty wiek") lub Romaticzeskij wiek ("romantyczne czasy"). Prawdopodobnie dopiero przed samą publikacją zdecydował się na tytuł Podwig. Słowo to oznacza dosłownie "czyn", "czyn bohaterski", ale też "czyn ofiarny". W swoim znaczeniu archaicznym wyraz podwig łączy się także z wyrazami "droga" i "podróż".
Wybierając tytuł angielski, Nabokov zrezygnował z dosłownego tłumaczenia słowa podwig, ponieważ jego angielski odpowiednik – exploit (czyn bohaterski) zawiera w swoich znaczeniach także "wyzysk", co zatarłoby skojarzenie z bezinteresownością czynu głównego bohatera. Zdecydował się więc na tytuł Glory ("chwała", "splendor"), który ma kojarzyć się z chwałą opromieniającą męstwo i odwagę.
Tytuł polski jest więc odpowiednikiem tytułu angielskiego wydania powieści.

## Treść
Głównym bohaterem powieści jest Martin Edelweiss. Jego dziadek był Szwajcarem, który przybył do Rosji w latach sześćdziesiątych XIX wieku, pracował jako guwerner i poślubił córkę swojego pracodawcy. Ojciec Martina był dermatologiem. Martin dorasta w Petersburgu. Wiszący nad jego dziecinnym łóżeczkiem obrazek przedstawiający krętą leśną ścieżkę stanie się przewodnim motywem jego życia, skojarzy je z przygodą i wędrówką. Rodzice Martina rozwodzą się, kiedy jest on jeszcze dzieckiem. Niedługo potem jego ojciec umiera.
Gdy wybucha rewolucja październikowa matka Martina Sofia ucieka wraz z nim najpierw na Krym, a następnie opuszcza Rosję. Podczas rejsu do Aten dorastający Martin nawiązuje romans ze starszą, zamężną poetką Ałłą. Z Grecji bohater i jego matka udają się do Szwajcarii wraz z wujem Martina, Heinrichem Edelweissem. Po pewnym czasie wuj Heinrich żeni się z Sofią i zostaje ojczymem głównego bohatera.
Martin udaje się na studia do Cambridge, po drodze poznaje rodzinę Ziłanow i zakochuje się w ich szesnastoletniej córce Sonii. W Cambridge Martin długo nie może zdecydować się na kierunek studiów – wszystkie dziedziny wydają mu się interesujące. Powoli ulega fascynacji profesorem Arcibaldem Moonem, który zaraża go swoją pasją do Rosji i języka rosyjskiego. Martin zaprzyjaźnia się też z uzdolnionym literacko studentem Darwinem. Poznaje przyjaciela z Sonią, wkrótce obaj są w niej zakochani, ale ona odrzuca oświadczyny obojga. Martin romansuje z kelnerką Rose. Rose próbuje mu wmówić, że jest w ciąży i wymusić na nim małżeństwo, jednak mistyfikacja wychodzi na jaw. Konflikt Martina i Darwina o uczucia Sonii kończy się walką na pięści, która godzi przyjaciół.
Po studiach bohater wyjeżdża do Berlina, gdzie poznaje pisarza Bubnowa i ponownie spotyka Sonię, trakcie wspólnie spędzanych chwil wymyślają sekretną, nieistniejącą krainę Zoorlandię, w której panuje absolutna równość. Martin czuje jednak, że Sonia oddala się od niego, więc wyjeżdża pociągiem na południe Francji. Podczas podróży dostrzega przez okno światła i wysiada w miejscowości, którą uznaje za wioskę Molignac. Mieszka tam i pracuje przez jakiś czas. Po otrzymaniu listu od Sonii wyjeżdża do Szwajcarii. Docierając tam odkrywa, że Bubnow opublikował w gazecie felieton o Zoorlandii. Domyśla się, że pisarz został kochankiem Sonii, która zdradziła mu tajemnicę wymyślonej krainy. W górach Szwajcarii rzuca sobie wyzwanie i wspina się na szczyt, którego nigdy wcześniej nie potrafił zdobyć. Później spotyka się z niejakim Gruzinowem, który zna sposób na dostanie się do Związku Radzieckiego.
Martin wyjeżdża do Berlina, gdzie spotyka pracującego obecnie jako dziennikarz Darwina. Odbywa również ostatnią rozmowę z Sonią. Stamtąd wyjeżdża do Rygi, skąd planuje dostać się nielegalnie do Związku Radzieckiego.
Po pewnym czasie, zaniepokojony brakiem wiadomości od Martina, Darwin udaje się do jego matki, aby poinformować ją o zniknięciu syna.

## Zoorlandia
Zoorlandia to kraina wymyślona przez Martina i Sonię w Berlinie. Miała być krajem skalistym, wietrznym, o stałej temperaturze. Jeden z przywódców krainy nosił przydomek "Samowarchoła". Ideą, która opanowała wszystkich obywateli Zoorlandii, była całkowita równość. Mieszkańcy nosili bure sutanny i ogolone głowy, obowiązywał zakaz wszelkiej sztuki i nauki, spalono instrumenty muzyczne, narzucono zakaz przepoczwarzania się gąsienic, debatowano nad całkowitym zrównaniem ziemi i zlikwidowaniem wszelkich gór i wzniesień. Lekarzom nakazano leczenie wszystkich chorób dokładnie w ten sam sposób.
Według badaczy nazwa krainy może być uznana za wielojęzyczny rebus:
- zo = ros. "za" (nieakcentowane o czyta się jak a)
- orle = ang. słowo oznaczające "granicę" w heraldyce
- land = ang. i niem. "kraina"

Rozwiązaniem takiego rebusu byłby zwrot "kraj za granicą".
Po raz pierwszy Zoorlandia pojawiła się w 1930 r. w wierszu Nabokova Uldaborg, opisanym jako przekład z zoorlandzkiego. Już po wydaniu Splendoru Nabokov powrócił do motywu tej krainy w opowiadaniu Unicestwienie tyranów (1938), pisząc o mrocznych, zoologicznych, zoorlandzkich ideach.